# LIR
LIR (local Internet registry) — локальна реєстратура Інтернет, є організацією, якій було виділено блок IP-адрес за допомогою регіональної реєстратури Інтернет (RIR), і яка має можливість присвоювати частини цього блоку своїм власним клієнтам. Більшість LIR'ів є інтернет-провайдери, підприємства, або наукові установи. Членство в регіональному реєстрі Інтернет (RIR) потрібно, щоб стати LIR. На території Європи регіональною реєстратурою (RIR) є RIPE NCC.